# Heinrich Fuhrmann
Heinrich Fuhrmann (* 1892; † 8. Januar 1953) war ein deutscher Klassischer Archäologe.
Heinrich Fuhrmann wurde 1931 bei Hermann Thiersch an der Universität Göttingen mit einer Arbeit zum Thema Philoxenos von Eretria. Archäologische Untersuchungen über 2 Alexandermosaike promoviert. Die Untersuchung widmete sich dem antiken griechischen Maler Philoxenos von Eretria, dessen Werk heute nur noch durch das berühmte Alexandermosaik in Pompeji überliefert ist. Während des Zweiten Weltkriegs war Fuhrmann an der Fotothek der Abteilung Rom des Deutschen Archäologischen Instituts beschäftigt. Nach dem Krieg konnte er bis zu seinem frühen Tod 1952 nicht mehr als Archäologe Fuß fassen und veröffentlichte nur noch zwei kleinere Schriften in den Jahren 1949 und 1951 (zur Busiris-Pelike des Pan-Malers).

## Schriften
- Philoxenos von Eretria. Archäologische Untersuchungen über 2 Alexandermosaike, Dieterichsche, Göttingen 1931.
- Archäologische Grabungen und Funde in Italien und Libyen (Tripolis und Kyrene). Oktober 1938 – Oktober 1939. In: Archäologischer Anzeiger, Jg. 1940, Sp. 361–554.